# Jovanka Trbojević
Jovanka Trbojević, född 27 mars 1963 i Jugoslavien, död 12 maj 2017 i Helsingfors, var en jugoslavisk-finländsk tonsättare. 
Trbojević var elev till Eero Hämeenniemi och Paavo Heininen. I sin expressivt bjärta musik kombinerade hon inte sällan västerländsk modernism med element från balkansk folkmusik och sysslade även med tvärkonstnärliga projekt. I hennes sparsmakade produktion finns främst kammar- och vokalmusik (bland annat stråkkvartetten ORO, 1994, Zuti put för 10 musiker, 1996, och kammaroperan Heart in a Plastic Bag, 2004) samt musik för film och tv. Hennes första orkesterverk uruppfördes vid Musica nova-festivalen i Helsingfors 2007. Hon initierade kompositionsverkstäder för barn och ungdom.